# خوان مارتن ديل بوترو
خوان مارتن ديل بوترو (بالإسبانية: Juan Martín Del Potro) هو لاعب كرة مضرب أرجنتيني محترف، ولد في 23 سبتمبر 1988م. بدأ مسيرته كلاعب كرة مضرب محترف عام 2005.

## روابط إضافية
- خوان مارتن ديل بوترو على موقع رابطة محترفي التنس (الإنجليزية)
- خوان مارتن ديل بوترو على موقع الاتحاد الدولي لكرة المضرب (الإنجليزية)
- خوان مارتن ديل بوترو على موقع كأس ديفيز (الإنجليزية)
- خوان مارتن ديل بوترو على موقع إي إس بي إن.كوم (الإنجليزية)
- خوان مارتن ديل بوترو على موقع اللجنة الأولمبية الدولية (الإنجليزية)
- خوان مارتن ديل بوترو على موقع أوليمبيديا (الإنجليزية)
- خوان مارتن ديل بوترو على موقع اللجنة الأولمبية الأرجنتينية (الإسبانية)
- del Potro Recent Match Results
- del Potro World Ranking History
- Juan Martín del Potro Unofficial Forum (Spanish and English)
- Website about Juan Martin (Spanish )

## روابط خارجية
- خوان مارتن ديل بوترو على موقع IMDb (الإنجليزية)
- خوان مارتن ديل بوترو على موقع إن إن دي بي (الإنجليزية)
- خوان مارتن ديل بوترو على موقع قاعدة بيانات الفيلم (الإنجليزية)